# Stephen Kemmis
Stephen Kemmis es un pedagogo y educador australiano, principalmente conocido por sus aportes a la investigación-acción y teoría del currículum.

## Biografía
Stephen Kemmis nació en Sídney (Australia) el 22 de septiembre de 1946.

## Aportes
Para él, "el problema central de la teoría curricular es ofrecer la forma de comprender un doble problema: por un lado, la relación entre la teoría y la práctica, y por otro, entre la sociedad y la educación."
Tomando como punto de partida las «teorías de la reproducción» de la sociología de la educación, que entienden que por medio de la educación se perpetúan las relaciones sociales asimétricas, propone una pedagogía crítica que las supere, usando como uno de sus principales instrumentos la investigación-acción (action research).

## Obras

### Libros
- Currículum: mas allá de la teoría de la reproducción ISBN 9788471123237
- Crítica de la pedagogía y pedagogía crítica ISBN 9788488008008

En colaboración
- Carr, Wilfred/Kemmis, Stephen: Teoría crítica de la enseñanza ISBN 9788427011823
- Kemmis, Stephen / Mctaggart, Robin: Cómo planificar la investigación-acción ISBN 9788475840888
- Kemmis, Stephen/Cole, Peter/Suggett, Dahle: Hacia una escuela socialmente-crítica ISBN 9788476427422